# Трудовой (Амурская область)
Трудово́й — посёлок в Октябрьском районе Амурской области России. Административный центр Трудового сельсовета.

## География
Посёлок Трудовой стоит на левом притоке реки Дим (левый приток Амура).
Дорога к пос. Трудовой идёт на юго-запад от районного центра Октябрьского района села Екатеринославка (через пос. Южный, сёла Панино, Максимовку и пос. Увальный), расстояние — около 55 км.
На юг от пос. Трудовой дорога идёт к пос. Заозёрный, далее выезд на трассу областного значения Тамбовка — Райчихинск.

## Население
| 2002 | 2010 | 2012 | 2013 | 2014 | 2015 | 2016 |
| ---- | ---- | ---- | ---- | ---- | ---- | ---- |
| 190  | ↘135 | ↘122 | ↘120 | ↘113 | ↘108 | ↘104 |
| 2017 | 2018 |      |      |      |      |      |
| ↗106 | ↘105 |      |      |      |      |      |

## Инфраструктура
- Сельскохозяйственные предприятия Октябрьского района.